# Étoile filante bastiaise
L'Étoile filante bastiaise est un club français de football fondé en 1920 qui fusionne avec l'AJ Biguglia en 2020 pour devenir le Football Jeunesse Étoile Biguglia.
Le club fusionne avec le SC Bastia de 1962 à 1971 pour donner naissance au « Sporting Étoile Club Bastia », puis il retrouve son indépendance. Il s'agit du troisième club de Bastia derrière le Sporting Club de Bastia et FC Borgo, respectivement en Ligue 2 et National 2.
Lors de la saison 1980-1981, le club évolue pour la seule et unique fois de son histoire à l'heure actuelle en Division 4, terminant le championnat à la quatorzième place du groupe H avec seulement 18 points.

## Palmarès
- DH Corse (5)[2] : 
  - Champion : 1974, 1980, 1982, 2000, 2017
- Coupe de Corse (7) : 
  - Vainqueur : 1956, 1977, 1979, 1978, 1979, 1982, 2001, 2002, 2018

| \| Bastia \| Localisation de la ville de Bastia |
| Bastia                                          |

- Vainqueur de la Coupe de Corse U17  (1) : 1995
- Vainqueur de la Coupe de Corse U13  (3) : 1996, 1998, 2003
- Vainqueur de la Coupe de Corse U15  (1) : 1998
- Champion de Corse U17  (1) : 1996
- Champion de Corse U13  (3) : 1996, 1997, 1998
- Champion de Corse U18  (2) : 2001, 2002
- Champion de Corse des Benjamins élite  (1) : 2005
- Champion de Corse Féminines 2016 - 2017 - 2018
- Vainqueur Coupe de Corse Féminines : 2018

## Histoire

### Genèse du club
Fondée en 1920, l'Étoile Filante Bastiaise a depuis toujours eu comme premier but de former la jeunesse du grand Bastia au football. On recense autour de treize footballeurs qui ont été formés au club et qui ont fait une carrière professionnelle à savoir Bruno Rodriguez, Laurent Casanova, Pierre Bianconi, Georges Franceschetti, Pascal Berenguer, François-Joseph Modesto ou encore Francis Panisi. Ces derniers ont pu réellement s'épanouir grâce à l’aide des dirigeants, des éducateurs diplômés, mais également grâce aux nombreux bienfaiteurs qu’ils soient privés ou non.

### Fusion avec le Sporting Club de Bastia
Après avoir été le club emblématique de la vieille ville ainsi que le pourvoyeur de talents où venaient puiser abondamment le Sporting Club bastiais notamment, l'E.F.B a fusionné avec son adversaire historique bastiais en 1962 pour fonder le Sporting Étoile Club Bastiais (SECB) qui a fait vibrer tout un peuple lors de la Coupe UEFA en 1978 ainsi qu’en 1981 après  la victoire en coupe de France. Cependant, la réelle vocation de l'Étoile a toujours été de former et d’éduquer des jeunes bastiais. Et comme le SECB n'en fit pas une priorité, dès lors, l'Étoile Filante Bastiaise se devait de continuer dans ce sens.

### Retour à l'indépendance
En 1971, le regretté Noël Bertolucci avec un groupe de fidèles, décida de relancer la formation en sommeil et on revit "les blancs de l'E.F.B" sur les terrains corses. Le siège social fut alors implanté au bar André au plein cœur de la place d'armes, qui constitue le berceau historique du club. L'équipe première monte rapidement les divisions du football amateur régional et les jeunes de la haute ville et d'ailleurs contribuèrent à la création des catégories de jeunes. Depuis la renaissance de 1971, comme avant la fusion avec le SC Bastia, la priorité a toujours été la formation des jeunes bien avant la "championnite". Malgré cela, les résultats ne se firent pas attendre et plusieurs titres vinrent concrétiser le travail des bénévoles. Les plus beaux sont les titres de meilleur club amateur de France lors des saisons 1987-1988 et 1992-1993 ainsi que la deuxième place lors de la saison 1991-1992 et la troisième en 1990-1991. Il y a eu également la finale nationale catégorie Poussins jouée et perdue à Paris en 1983 contre Sainte Anne de Reims, le club de Robert Pirès, après deux autres qualifications pour la poule finale. Mis à part ces titres nationaux, les équipes glanent régulièrement des titres à l'échelon régional.
Cette réussite sportive est à mettre sur le compte de la qualité de l'encadrement qui reste le souci premier, de l'environnement familial et convivial où les jeunes peuvent évoluer, progresser et s'épanouir mais aussi grâce aux structures et aux équipements sans cesse améliorés et rénovés mis à leur disposition au Stade François Monti.

## Évolution du blason

Ancien blason (jusqu'à 2012)
Blason actuel (depuis 2012)

## Personnalités du club

### Anciens joueurs
- Pierre Bianconi
- Laurent Casanova (football)
- Bruno Rodriguez
- François Modesto
- Yassin El-Azzouzi
- Pascal Camadini
- Marc Cioni
- Nicolas Mahaud
- Guy Losendjo

### Historique des entraîneurs
- 1997-1998 :  Christian Lopez
- juillet 1999-juin 2001 :  Bruno Lippini
- juillet 2001-février 2003 :  Robert Manas
- février 2003-juin 2004 :  Stéphane Guilleman
- juillet 2004 - octobre 2004 :  José Pasqualetti
- octobre 2004 :  Pascal Casanova
- novembre 2004-avril 2005 :  François Bracci
- avril 2005-juin 2005 :  Marco Ferrari
- juillet 2005-mars 2008 :  Zeljko Corlija
- mars 2008 - juin 2008 :  Bruno Ferry
- 2008-2009 :  Stéphane Guilleman
- 2009-2014 :  Zeljko Corlija
- 2014-oct. 2017 en football :  Marco Ferrari
- 2017-2018:  Frédéric Née
- 2018 :  Didier Gilles

### Historique des présidents
| Nom                | Période   |
| ------------------ | --------- |
| Professeur Boyer   | 1920      |
| Auguste Poggi      | 1927      |
| Victor Lorenzi     | 1929-1932 |
| Germain Lorenzi    | 1933-1934 |
| François Perfetini | 1935-1937 |
| François Servetto  | 1938-1942 |
| Albert Fontana     | 1946      |
| Alain Solier       | 1947-1949 |
| Dominique Lucca    | 1950      |

| Nom                  | Période   |
| -------------------- | --------- |
| Charles Poggi        | 1951-1954 |
| Alfred Guillomotonia | 1955-1958 |
| Pascal Molinelli     | 1959-1960 |
| Victor Lorenzi       | 1961-1970 |
| Noël Bertolucci      | 1971-1977 |
| Alexandre Vendasi    | 1978-1979 |
| Jules Marchetti      | 1980-1981 |
| François Vendasi     | 1982      |
| Noël Bertolucci      | 1983-1986 |

| Nom                    | Période     |
| ---------------------- | ----------- |
| Alain Marquet          | 1987-1991   |
| Paul Innocenzi         | 1992-1998   |
| Charles Pozzo Di Borgo | 1999-2001   |
| Vincent Lazzeri        | 2002-2005   |
| Eugène Schneider       | 2005-2009   |
| Jean Grisanti          | 2009 - 2017 |
| Jean-Luc Négroni       | 2017        |

## Culture populaire

### Rivalités

#### Les derbies bastiais
Il s'en est joué en CFA et en CFA2 entre l'EF Bastia et le CA Bastia.
En 2012-2013, il s'est joué entre le CA Bastia (National) et le SC Bastia (Ligue 1) en Coupe de France.
Pour 2013-2014, il pourrait également se jouer en Coupe de la Ligue entre le CA Bastia (L2) et le SC Bastia (L1).
Confrontations
| Compétitions       | Dates      | Lieux                | Domicile  | Scores | Extérieur |
| ------------------ | ---------- | -------------------- | --------- | ------ | --------- |
| Division 4         | 12-10-1980 | Stade Erbajolo       | CA Bastia | 1 – 0  | EF Bastia |
| Division 4         | 01-03-1981 | Stade François Monti | EF Bastia | 3 – 0  | CA Bastia |
| Coupe de France 4e | 02-10-2011 | Stade François Monti | EF Bastia | 2 – 0  | CA Bastia |